# Asteroscopus
Asteroscopus is een geslacht van nachtvlinders uit de familie Noctuidae.

## Soorten
- Asteroscopus sphinx (kromzitter) (Hufnagel, 1766)
- Asteroscopus syriaca (Warren, 1910)